# Tapferkeitsmedaille (Österreich 1789)

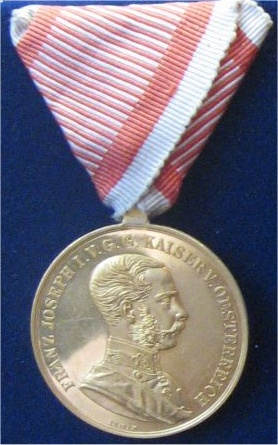
Goldene Tapferkeitsmedaille (1866–1917)

Die Tapferkeitsmedaille (1789 bis 1809 Ehren-Denkmünze für Tapferkeit) war eine hohe militärische Auszeichnung der Habsburgermonarchie.

## Abstufungen
Die Ehren-Denkmünze für Tapferkeit wurde zunächst bis 1848 in zwei Abstufungen (Gold und Silber) verliehen, ehe die Auszeichnung bis 1915  mehrere Statutenänderungen erfuhr. Zuletzt existierten folgende Abstufungen:
- Goldene Tapferkeitsmedaille, seit 1789
- Silberne Tapferkeitsmedaille I. Klasse („Große Silberne Tapferkeitsmedaille“), seit 1789
- Silberne Tapferkeitsmedaille II. Klasse („Kleine Silberne Tapferkeitsmedaille“), seit 1848
- Bronzene Tapferkeitsmedaille, seit 1915

## Geschichte

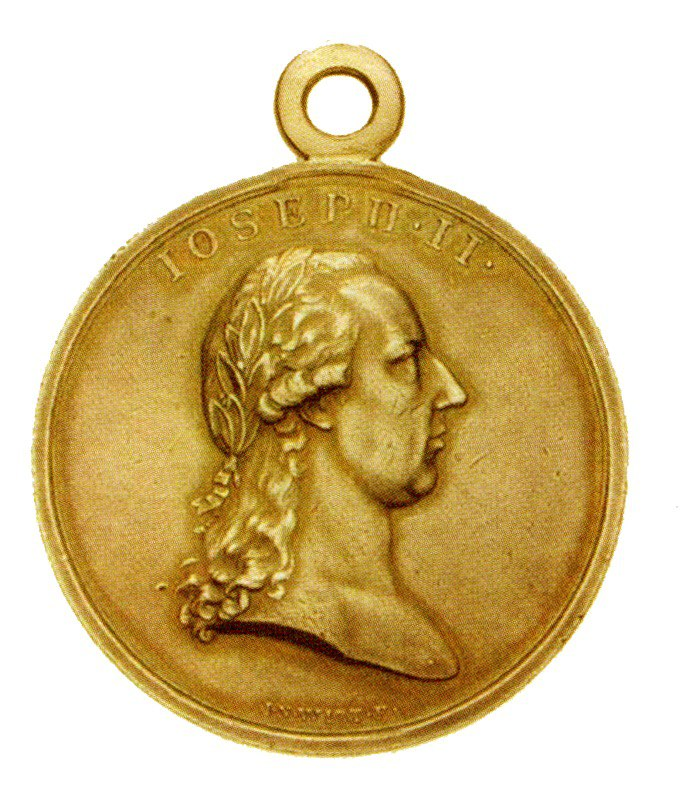
Erste Ausführung der Ehren-Denkmünze für Tapferkeit

Die Auszeichnung wurde am 19. Juli 1789 durch Kaiser Joseph II. als Ehren-Denkmünze für Tapferkeit für Unteroffiziere und Mannschaften der kaiserlich-königlichen Armee gestiftet, die sich im Kampf im zweiten Russisch-Österreichischen Türkenkrieg ausgezeichnet hatten. Die Militärverdienstorden, in der Habsburgermonarchie der Militär-Maria-Theresien-Orden, waren damals nur für Generale und Offiziere vorgesehen. Die Denkmünze (eine alte Bezeichnung für Medaille) war daher kein Orden, sondern ein Ehrenzeichen, das für persönlich begangene tapfere Handlungen vergeben wurde, „wo der Mann in einer Gelegenheit vor dem Feind zur Beförderung des Dienstes, zum guten Ausschlag eines Unternehmens, zur Rettung eines in Gefahr gestandenen Offiziers, oder Cameraden, Siegeszeichen, und ärarischen Gut beigetragen hat, und eine solche That mit glaubwürdigen Zeugen bestättiget worden ist.“
Mit „hofkriegsräthlichem Rescripte“ vom 18. Mai 1809 wurden die Statuten geändert und die vormalige Denkmünze in Tapferkeitsmedaille umbenannt.
Am 19. August 1848 wurde die bisher einstufig verliehene Silberne Tapferkeitsmedaille durch Kaiser Ferdinand I. um eine II. Klasse erweitert. Kaiser Franz Joseph I. stiftete am 14. Februar 1915 zusätzlich die Bronzene Tapferkeitsmedaille, die auch an Angehörige der mit Österreich alliierten Armeen verliehen werden konnte.

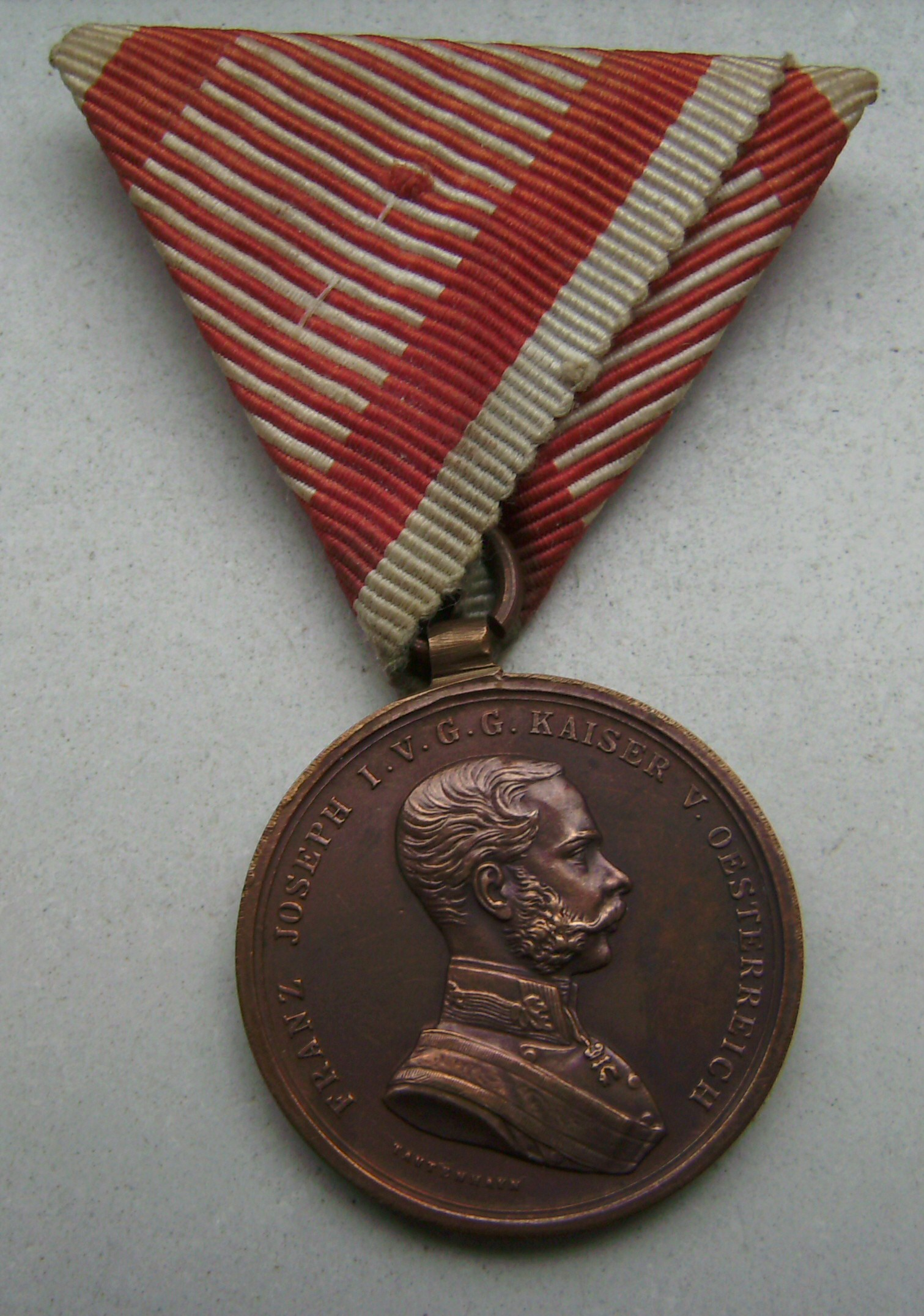
Bronzene Tapferkeitsmedaille

Am 29. November 1915 wurden Wiederholungsspangen eingeführt, welche für die mehrmalige Verleihung der jeweiligen Auszeichnung vergeben wurden. Die Wiederholungsspangen wurde auf dem Dreiecksband angebracht – eine Spange für die zweimalige Verleihung der Tapferkeitsmedaille, zwei Spangen für die dreimalige Verleihung, drei Spangen für die viermalige Verleihung.

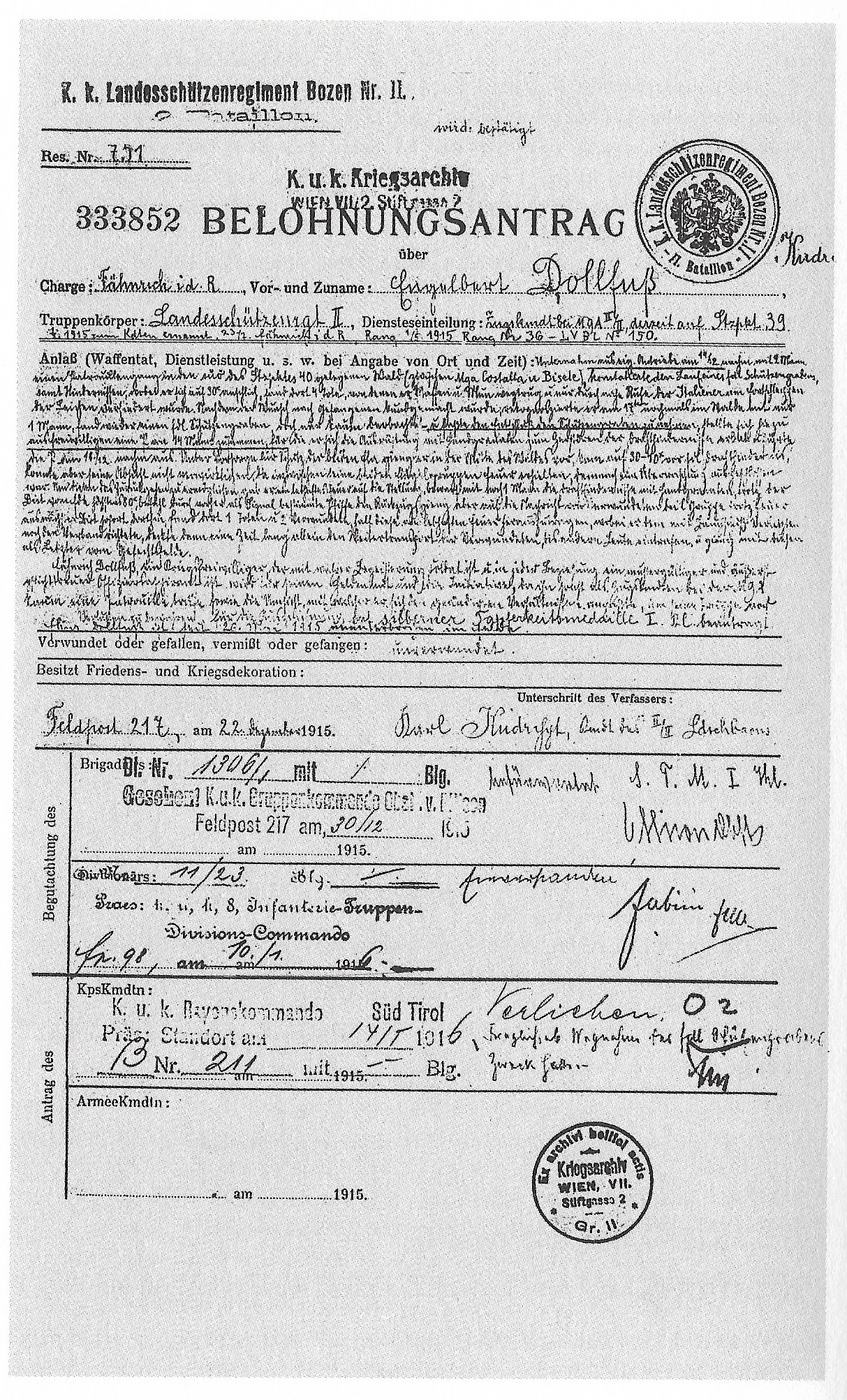
Antrag auf Verleihung der Silbernen Tapferkeitsmedaille I. Klasse an Engelbert Dollfuß, eingereicht am 22. Dezember 1915 beim k.k. Landesschützen-Regiment „Bozen“ Nr. II

Ab dem 26. September 1917 wurden die Goldene und die Große Silberne Tapferkeitsmedaille auch an Offiziere verliehen. Dies war besonders dann der Fall, wenn tapferes Verhalten oder eine hervorragende Führungsleistung für die Verleihung des Militär-Maria-Theresien-Ordens nicht ausreichten. Bei der Verleihung an einen Offizier erhielten die Tapferkeitsmedaillen eine Auflage in Form des Buchstabens „K“ (in Gold bzw. Silber) auf dem Dreiecksband.
An die Tradition der k.u.k. Tapferkeitsmedaille knüpft die 2024 neu eingeführte Tapferkeitsmedaille für Angehörige des Österreichischen Bundesheeres an.

## Aussehen
Die runde Medaille zeigt im Avers das Bildnis des regierenden Monarchen. Das Revers zeigt, von einem Lorbeerkranz umgeben und von gekreuzten Standarten und Fahnen unterlegt, die Inschrift DER TAPFERKEIT. Während der Regierungszeit von Kaiser Karl I. lautete die Inschrift FORTITVDINI (Der Tapferkeit).
Die Goldene und die Silberne Medaille I. Klasse hatten einem Durchmesser von 40 mm, die II. Klasse und die Bronzene von 31 mm.

### Bildnis des Monarchen im Avers
- 1789–1790: Bildnis Josephs II.
- 1792–1804: Bildnis Franzʼ II. (als römisch-deutscher Kaiser)
- 1804–1839: Bildnis Franzʼ I. (als Kaiser von Österreich)
- 1839–1849: Bildnis Ferdinands
- 1849–1859: Bildnis Franz Josephs I. (nach links blickend, ohne Bart)
- 1859–1866: Bildnis Franz Josephs I. (nach links blickend, mit kleinem Bart)
- 1866–1917: Bildnis Franz Josephs I. (nach rechts blickend, mit Backenbart)
- 1917–1918: Bildnis Karls I.

Während der Regierungszeit von Kaiser Leopold II. (1790–1792) wurde die Auszeichnung nicht verliehen.

## Band und Trageweise

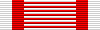
Bandschnalle der Tapferkeitsmedaille

Das Band der Tapferkeitsmedaille („Tapferkeitsband“) ist ponceaurot-weiß gestreift. An diesem Band wurden später auch das Militärverdienstkreuz sowie einige andere Auszeichnungen der Monarchie (z. B. die Militär-Verdienstmedaille „Signum Laudis“, der Franz-Joseph-Orden und das Zivil-Verdienstkreuz) getragen, wenn sie für Verdienste im Krieg verliehen wurden.
Die Tapferkeitsmedaille wurde am Dreiecksband an der linken Brust getragen. Das Dreiecksband konnte eine Erweiterung mit verschiedenen Auflagen erfahren.

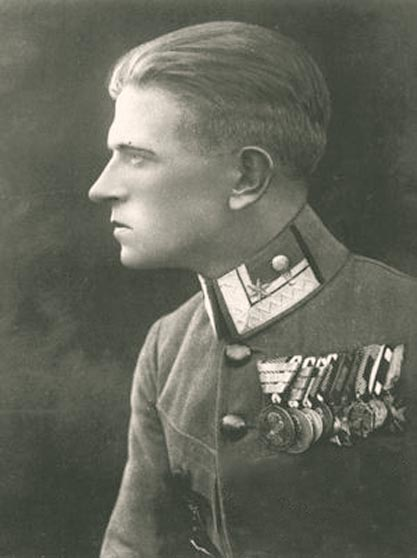
Julius Arigi mit drei Wiederholungsspangen (1918)

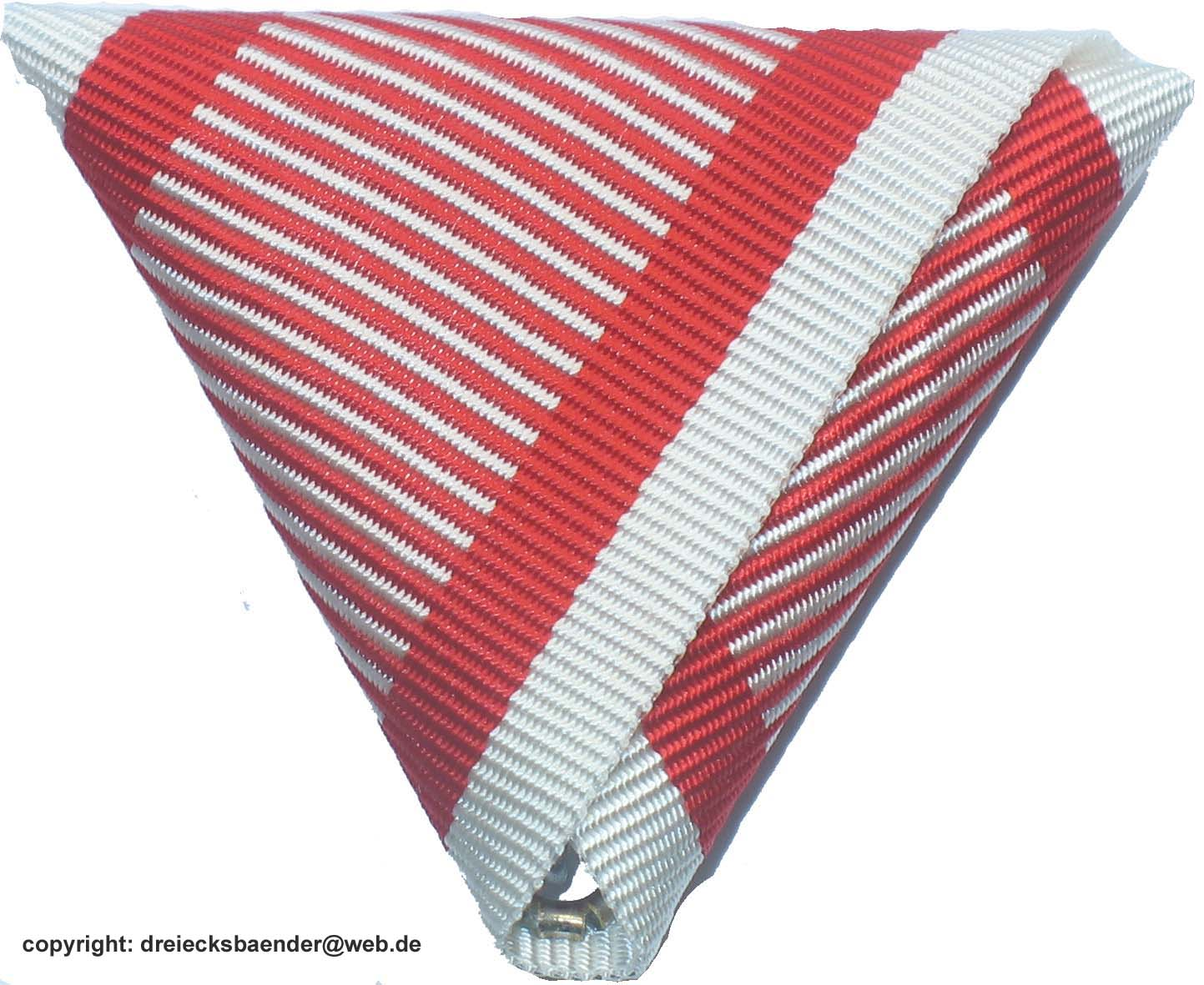
Band der Tapferkeitsmedaille
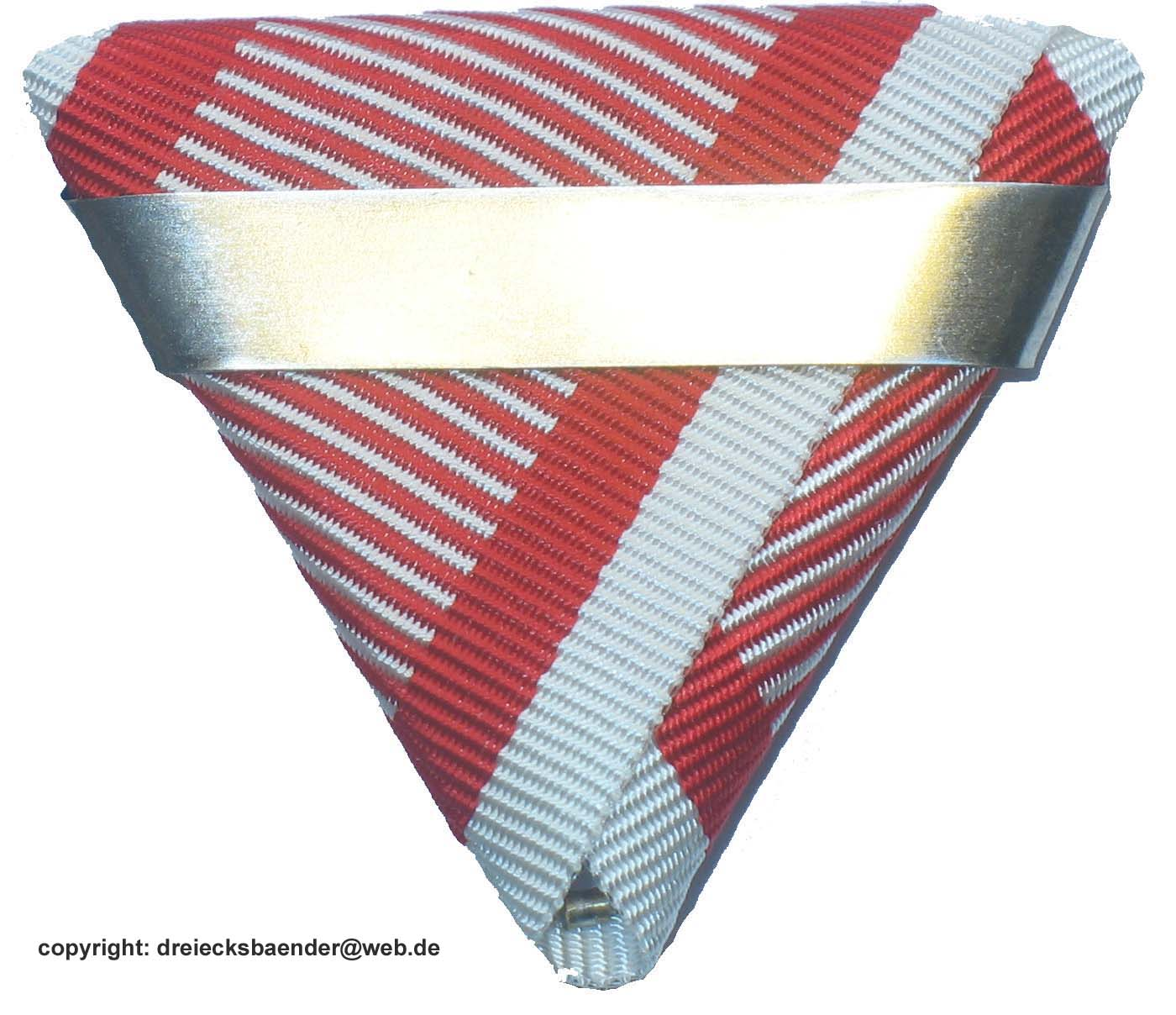
Band der Tapferkeitsmedaille mit Wiederholungsspange (= zweimalige Verleihung)
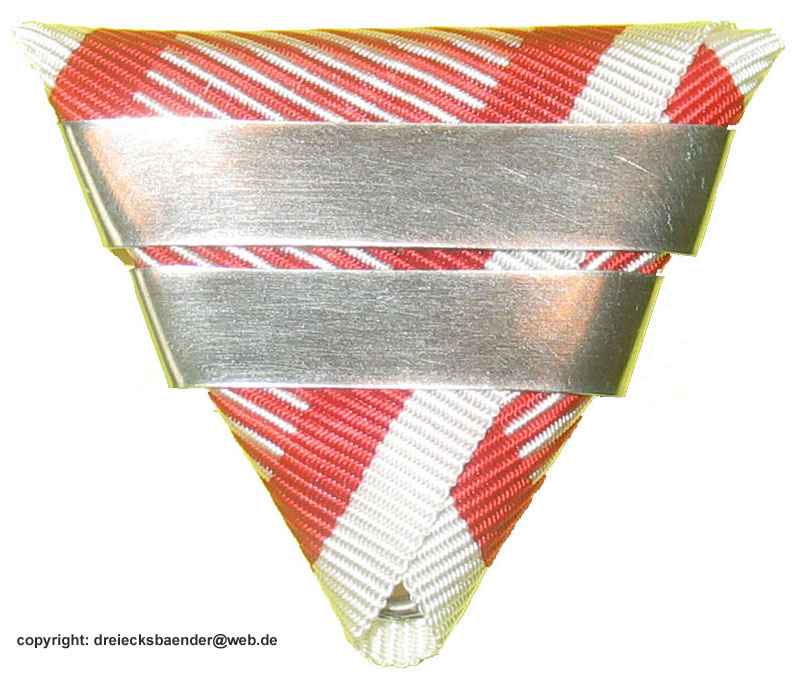
Band der Tapferkeitsmedaille mit zwei Wiederholungsspangen (= dreimalige Verleihung)
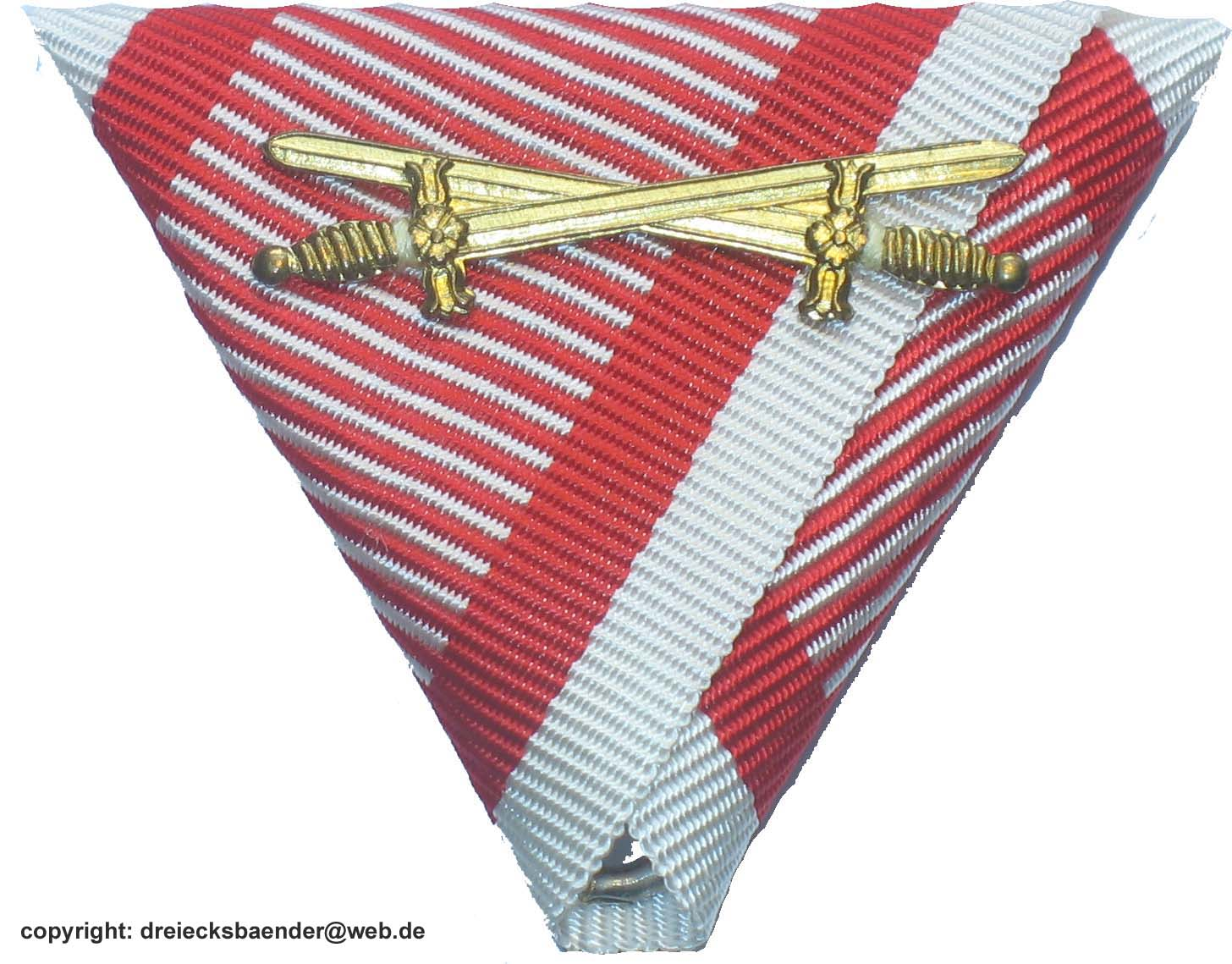
Band der Tapferkeitsmedaille mit Schwerterauflage für Frontkämpfer
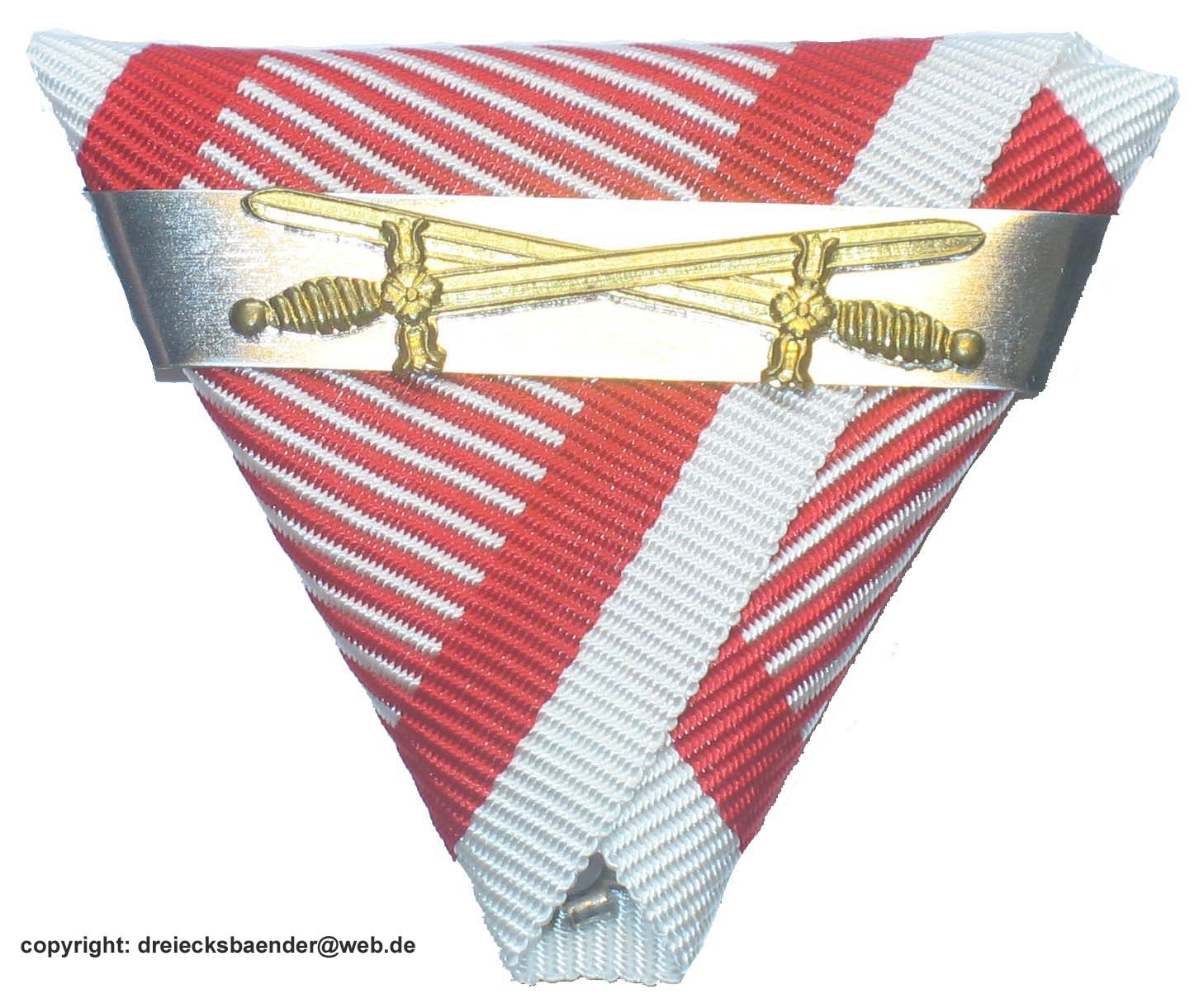
Band der Tapferkeitsmedaille mit Wiederholungsspange (= zweimalige Verleihung) sowie Schwerterauflage für Frontkämpfer
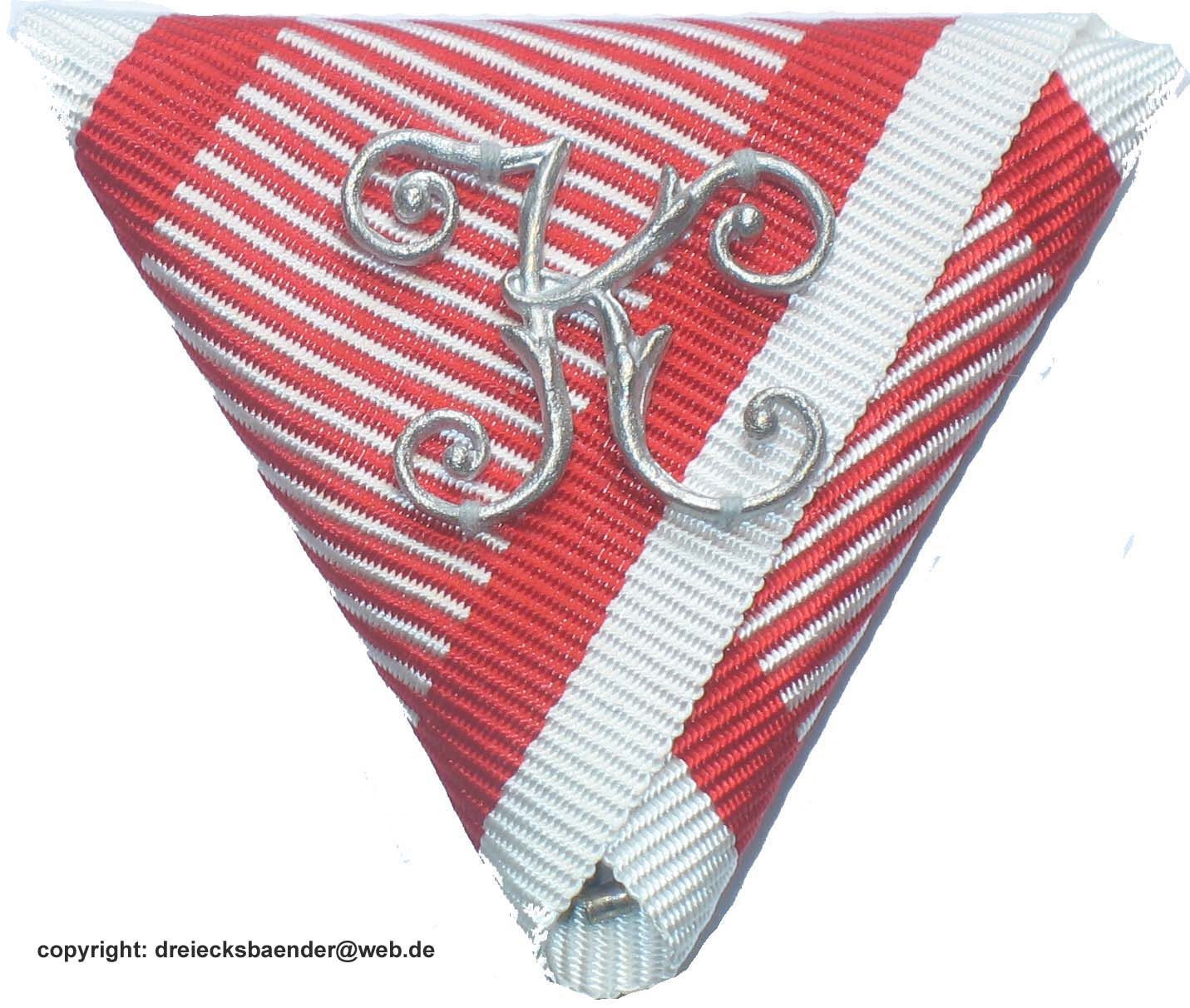
Band der Tapferkeitsmedaille mit „K“-Auflage für Verleihung der Silbernen Tapferkeitsmedaille I. Klasse an Offiziere

## Lohnzulage und Ehrensold
Die Inhaber der beiden höheren Stufen der Tapferkeitsmedaille erhielten von Anbeginn 100 bzw. 50 % ihrer regulären Löhnung als dauernde Zulage, die über die gesamte Dienstzeit gewährt wurde, auch dann, wenn der Inhaber später zum Offizier aufstieg. Maßgeblich für die Höhe der Zulage war die Charge (Dienstgrad), die der Inhaber am Tag der Verleihung innehatte. Die Zulage blieb während der Dienstzeit unveränderlich, auch im Fall, dass später eine höhere Löhnung bezogen wurde. Bei späterer Invalidität wurde die Invalidenversorgung zum Maßstab der Zulagenhöhe.
Diese Regelung blieb bis zum 1. Oktober 1914 in Kraft, als mit kaiserlicher Verfügung die Löhnungszulage in einen lebenslangen Ehrensold umgewandelt wurde. Für die Goldene Tapferkeitsmedaille gab es monatlich 30 Kronen, für die Silberne Tapferkeitsmedaille I. Klasse 15 Kronen. Bis Ausbruch des Ersten Weltkriegs wurde auch die Silberne Tapferkeitsmedaille II. Klasse mit einem Ehrensold versehen, in Höhe von 7,50 Kronen. Die 1915 eingeführte Bronzene Tapferkeitsmedaille war zu keinem Zeitpunkt mit einem Ehrensold verknüpft.
Nach dem Ersten Weltkrieg wurde die Zahlung des Ehrensolds bis 1923 aufrechterhalten, dann aber wegen der Mega-Inflation und der Währungsreform 1924/25 eingestellt. Erst ab dem 26. März 1931 erhielten die Inhaber der oberen Klassen auf Basis des sogenannten „Tapferkeitsmedaillen-Zulagengesetzes“ wieder einen Ehrensold. Für die Goldene Tapferkeitsmedaille gab es jährlich 50 Schilling, für die Silberne Tapferkeitsmedaille I. Klasse 25 Schilling. Die Inhaber der Silbernen Tapferkeitsmedaille II. Klasse gingen wegen knapper Staatseinnahmen und angeblich geringer Anforderungen bei der Verleihungspraxis leer aus.
In der Ersten Republik waren Personen, die die Tapferkeitsmedaille, das Karl-Truppenkreuz oder die Verwundetenmedaille erhalten hatten, gemäß Verordnung (BGBl. Nr. 507/33) vom 10. November 1933 berechtigt, am Band der Kriegserinnerungsmedaille gekreuzte Schwerter zu tragen.
Nach dem „Anschluss Österreichs“ wurde die Goldene Tapferkeitsmedaille gemeinsam mit dem Militär-Maria-Theresien-Orden am 27. August 1939 als Deutsche Auszeichnung in das Ordensgesetz übernommen und den Inhabern der jeweiligen Auszeichnung ein lebenslanger Ehrensold in Höhe von monatlich 20 RM (= 30 Schilling) ausgesetzt. Die Inhaber waren damit jenen des preußischen Goldenen Militär-Verdienst-Kreuzes finanziell gleichgestellt. Bei einem Wechselkurs von 1 RM zu 1,50 Schilling bedeutete die Gleichstellung jedoch für die Inhaber der Goldenen Tapferkeitsmedaille eine Reduzierung des ursprünglichen Ehrensoldes um 40 Prozent. Die Inhaber der Silbernen Tapferkeitsmedaille I. Klasse wurden per Erlass des Reichsarbeitsministers vom 8. September 1939 mit einem Ehrensold bedacht. Mittels Verordnung des Armeeoberkommandos vom 13. März 1940 erhielten schließlich auch die Inhaber der Silbernen Tapferkeitsmedaille II. Klasse einen Ehrensold.
Die Bundesrepublik Deutschland als Rechtsnachfolgerin des Deutschen Reichs übernahm ab 1957 die Regelung des Ordensgesetzes von 1939, jedoch nur für Personen mit deutscher Staatsangehörigkeit und mit Wohnsitz in Deutschland. Begünstigte erhielten anfangs einen Ehrensold in Höhe von 25 DM. Die Inhaber der Silbernen Tapferkeitsmedaille beider Klassen blieben dauerhaft ausgespart.
Diese wurden jedoch von der Republik Österreich mitbedacht, die seit 1958 einen Ehrensold zahlte: je nach Auszeichnungsstufe, anfangs 100, 50 oder 25 Schilling. Die Summen wurden seitdem nach oben angepasst.

## Sonstiges
Seit August 1995 benennen die Absolventen der Heeresunteroffiziersakademie des Österreichischen Bundesheeres in Enns die einzelnen Jahrgänge nach Inhabern der Goldenen Tapferkeitsmedaille.